# Humedal Santa María del Lago
El humedal Santa María del Lago es uno de los diecisiete (17) humedales de la ciudad de Bogotá reconocidos como Reserva Distrital de Humedal (RDH) antes la figura legal era Parque Ecológico Distrital de Humedal (PEDH).
Se ubica en la localidad de Engativá (Carrera 73A No. 77-01) cerca de la Autopista Medellín  (Calle 80) entre las avenidas Cali y Boyacá. Limita al sur con el barrio del mismo nombre, al oriente con la avenida Boyacá, al norte con la y el barrio Minuto de Dios; al occidente con la carrera 76, y los barrios Tabora y La Granja.
En sus cercanías se encuentran las estaciones Granja – Carrera 77 y Minuto de Dios de TransMilenio. Por la red vial se accede a través de la avenida Boyacá, la carrera 76, y la calle 72. Se encuentra en el barrio del mismo nombre (Santa María del Lago).
Su área es de 10,86 ha. Alrededor de su espejo de agua se conserva una área boscosa, este ocupa 5,64 hectáreas. Consta de dos entradas, cada una con una portería.  Actualmente es una de las Aulas Ambientales a cargo de la Secretaría Distrital de Ambiente.

## Historia

### SigloXX
El dueño original de los predios del humedal fue Ruperto Restrepo, que los adquirió por juicio de remate en 1911. Luego pasó a manos de la sociedad Archila-Montejo en 1918. En 1936 el entonces presidente Alfonso López Pumarejo adquirió estos predios de 43 hectáreas pagando $500.000 pesos por un área de 43.04 hectáreas. En el certificado catastral emitido ese año por el Instituto Geográfico Agustín Codazzi figuran como elementos permanentes del suelo, además de la tierra para uso urbano, el uso destinado como espejo de agua corriente, el cual cubría alrededor de 4.5 hectáreas.. 
Desde ese momento se comenzó el fraccionamiento del ecosistema de la cual 3,4 hectáreas se destinaron a la Urbanización Santa María del Lago. Para esa época el ecosistema contaba con dos cuerpos de agua bien definidos y en parte de sus terrenos se practicaban labores agrícolas. Posteriormente la familia López Pumarejo vendió 8.40 hectáreas a la Asociación Provivienda, la cual vendió a su vez 3.4 hectáreas a la compañía urbanizadora Santa María del Lago.

#### Década de 1950
En 1954 durante el gobierno militar del General Gustavo Rojas Pinilla por medio de la Ordenanza 7 anexa al municipio de Engativá a Bogotá,  lo que estimuló la urbanización en el sector, una de las consecuencias se vio reflejada en la rápida expansión de la ciudad que terminó encerrando el humedal.  En el costado oriental del humedal se observa una fuerte tendencia en la consolidación del barrio de Las Ferias, al sur el barrio Boyacá y al occidente La Granja y La Soledad Norte, en su alrededor se siguen manteniendo zonas verdes y más al occidente diferentes finca.
El relleno efectuado para la construcción de las avenidas impactó considerablemente el ecosistema, donde incluso como lo afirman algunos habitantes, se podían pescar truchas, jugar con las ranas y avistar curíes, patos y otras aves migratorias

#### Década de 1960
En los años sesenta se construyó en parte de sus predios la Avenida Medellín estimulando el desarrollo urbanístico del sector. Para esta década era eminente la construcción de la Avenida Boyacá enmarcada dentro del Plan Vial Piloto de 1961, precisamente su proyección y ejecución de su trazado fue entre los dos humedales Santa María del Lago y el hoy desaparecido Bonanza

### SigloXXI
Actualmente se desarrolla un programa de rescate que incluye la restauración ecológica del sistema, eliminación de escombros, desarrollo de senderos peatonales, andenes, ciclorutas y miradores. Además, se adelanta la construcción de un colector en la carrera 76 que permitirá conducir las aguas residuales a otro sitio.

## Norma
Decreto 555 de 2021

## Flora

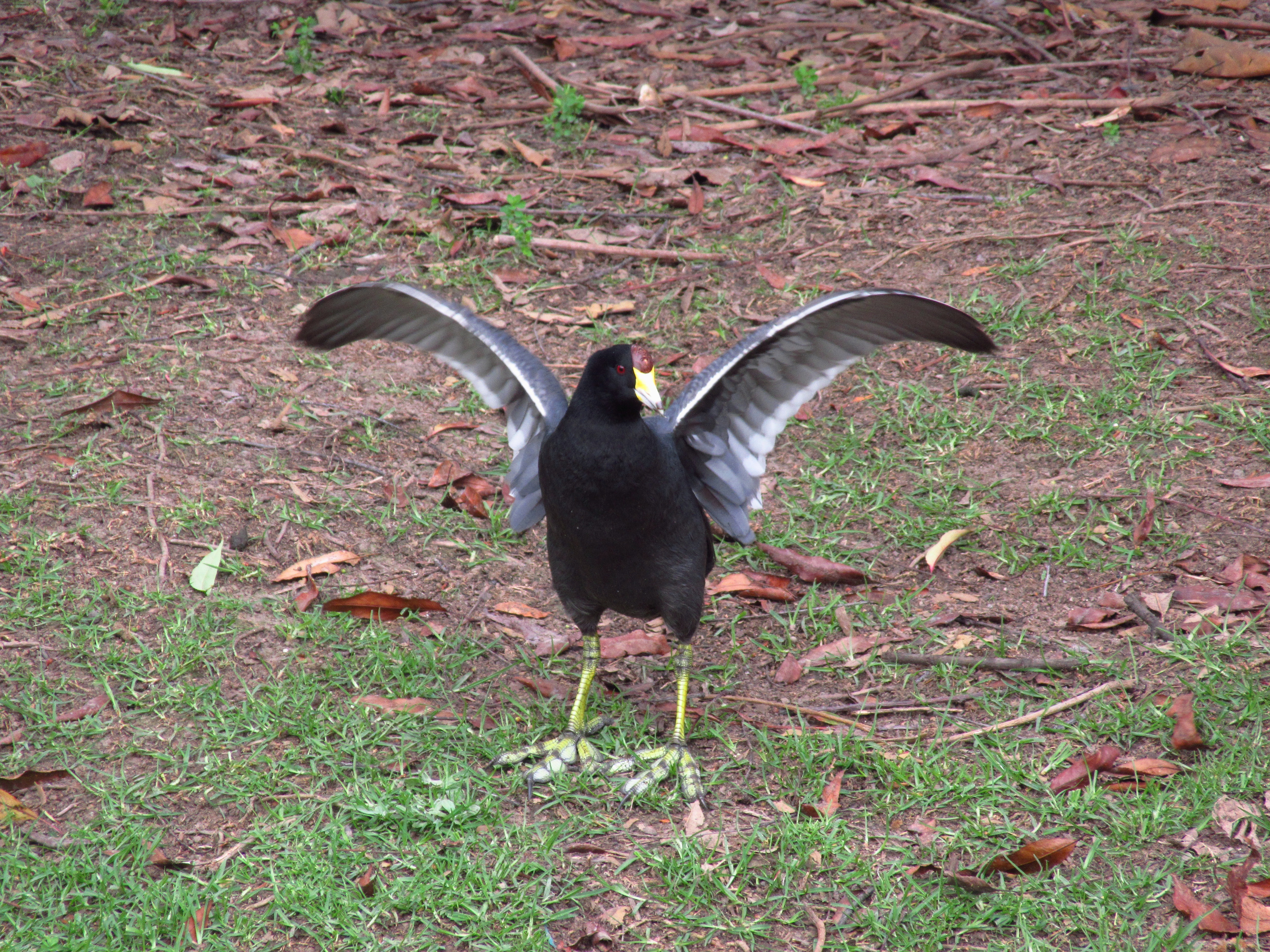
Focha en el borde del humedeal.

Entre la flora del ecosistema resaltan los bosquecillos de sauces y alisos, lentejas, buchón, juncos y sombrillitas de agua. Además de una mezcla de acacias, eucaliptos, arrayanes, cerezos y abutilones rosado y naranja.

## Fauna
En cuanto a la fauna, es posible observar tinguas de pico rojo, fochas, cucaracheros de pantano, monjitas, bienteveos y patos zambullidores. Además aloja patos canadienses, que migran durante el invierno boreal desde Norteamérica. En sus cuerpos de agua es posible observar especies de peces como el capitán y la guapucha.
| Nombre                 | Especie                 | Imagen |
| ---------------------- | ----------------------- | ------ |
| Tingua de pico rojo    | Gallinula chloropus     |        |
| Fochas                 | Fulica americana        |        |
| Cucarachero de pantano | Cistothorus apolinari   |        |
| Monjita                | Chrysomus icterocephalu |        |
| Bienteveo              | Pitangus sulphuratus    |        |
| Zambullidor            | Oxyura jamaicensis      |        |

## Hidrografía

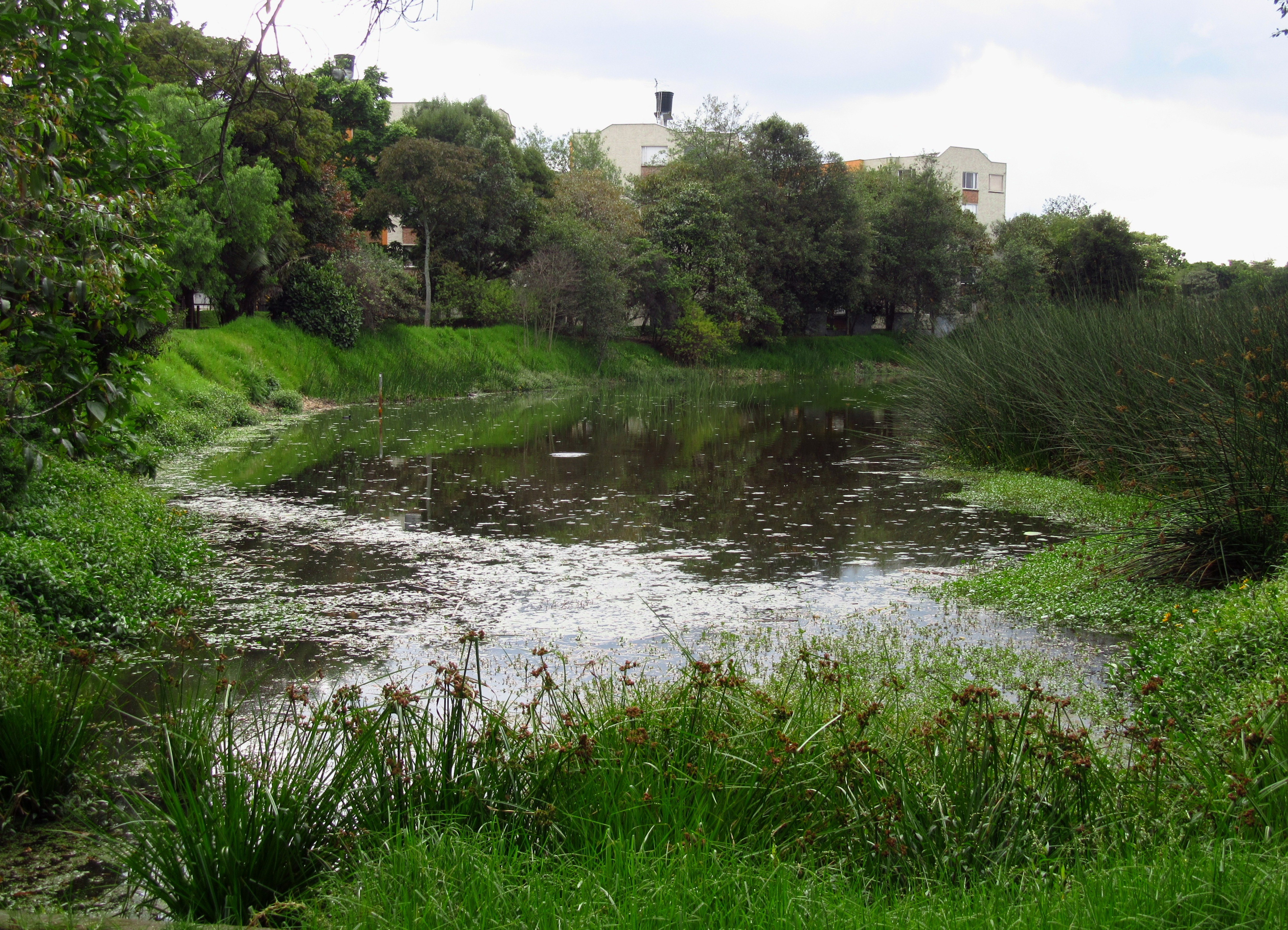
Humedal Santa María del Lago

El Humedal Santa María del Lago se encuentra dentro de la cuenca hidrográfica del río Juan Amarillo o Salitre. Este río tiene su origen en los cerros orientales bajo el nombre de quebrada Arzobispo, y a partir de la Avenida Circunvalar se convierte en un canal abierto conocido como Salitre. 
Luego, al cruzar la Avenida 68 en dirección occidental, adopta el nombre de Juan Amarillo. A lo largo de su curso, recibe el aporte de varios afluentes, como las quebradas Las Delicias, Río Negro, Los Molinos y el Chicó. En el pasado, el humedal era parte de una microcuenca que ayudaba a controlar las crecidas de pequeños cauces que llegaban a él, para luego aportar agua al río Juan Amarillo. No obstante, el desarrollo urbano en sus alrededores ha provocado que el humedal actualmente esté aislado del río.